# Andreas Roppelt
Andreas Roppelt (* 9. August 1890 in Kleinbuchfeld; † 2. April 1961 in Worms) war ein deutscher Politiker (Zentrum, CDU).
Roppelt, der katholischer Konfession war, war vor 1933 Mitglied des Zentrums und Sekretär bei den Christlichen Gewerkschaften. In der Zeit des Nationalsozialismus konnte er seine politische Arbeit nicht fortsetzen. Im Rahmen der Aktion Gewitter wurde er 1944 vorübergehend festgenommen. 1945 wurde er Direktor des Krankenhauses Worms und ab 1946 Leiter des Sozialamts Worms.
Nach dem Zweiten Weltkrieg wurde er Mitglied der CDU Rheinland-Pfalz. 1946 war er Mitglied der Beratenden Landesversammlung. 